# Spirit Hotel Thermal Spa

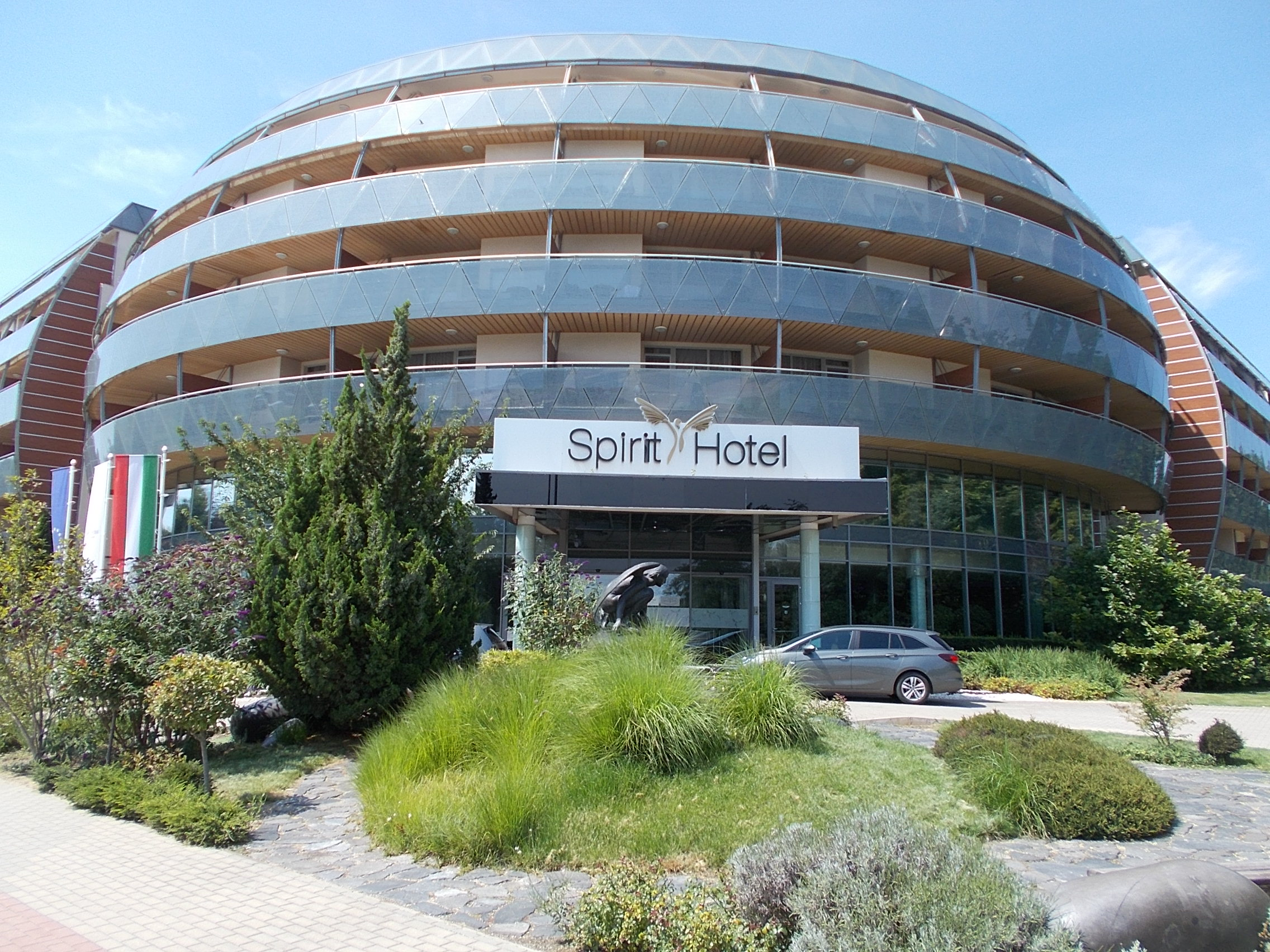
Spirit Hotel

Sárvár ötcsillagos szállodája a Spirit Hotel Thermal Spa, amely különleges wellness- és fürdőrészleggel, valamint saját termálkúttal rendelkezik.
A hotel kivitelezési munkálatai 2005-ben kezdődtek, a megnyitóra 2008 márciusában került sor. A Spirit Hotel közel 30.000 m2-en terül el, egyszerre több mint 500 fő tud megszállni a szállodában. Különlegessége a 10.000 m2 alapterületű wellness részleg, ahol 22 különböző medence és 9 féle szauna található.

## Elhelyezkedés, megközelítés
A Spirit Hotel Thermal Spa a sárvári hét tó közvetlen szomszédságában helyezkedik el.
Megközelíthető közúton gépjárművel, de a közelben található repülőterekről is transzferrel. A szálloda lehetőséget biztosít a helikopteres leszállásnak is.

## Szállás
Az ötcsillagos szállodában összesen 273 szoba, valamint lakosztály található. A szálláshelyeket egyedileg rendezték be, a klimatizált szobákhoz erkély, vagy terasz, illetve fürdőszoba is tartozik.
Bizonyos szobák keleti hangulatúak, ezekben körágy, fantáziasarok, illetve pezsgőfürdő is található.

## Kényelmi szolgáltatások
A több magyar, valamint nemzetközi díjjal kitüntetett szálloda széles körű kényelmi szolgáltatásokat kínál a vendégeinek.

## Sportolási lehetőségek
A Spirit Hotel területén nem csak a wellness részleg keretein belül van lehetőség sportolásra. Edzőterem, bowlingpálya, squashpálya, valamint két teniszpálya is van itt. A környéken kerékpározási és lovaglási lehetőség biztosított.

## Spirit gyógyvíz
Az ötcsillagos szállodának saját termálkútja van, innen nyerik az úgynevezett „Spirit gyógyvizet”, a wellness központ termálvizes medencéit ezzel töltik. A medencéket minden nap újratöltik a víz frissességének megőrzése miatt.
A szálloda saját gyógyvizét 1056 méter mélyről nyerik.

## Díjak, elismerések
- 2010: Best Medical Spa – Európa legjobbja[5]
- 2010: European Health and Spa Award Winner
- 2014: Aranynap-díj – az év legjobb ötcsillagos konferenciaszállodája Magyarországon (másodszor)
- 2015: Tripadvisor – 2015 Travellers’ Choice (harmadszor)
- 2015: Kongres Magazin – a közép és dél-európai régió 10 legjobb luxus konferencia hoteljei közé választották (másodszor)
- 2015: Superbrands (harmadszor)
- Magyar Termék Nagydíj
- Healing Hotels of The World

## Rendezvények
Az ötcsillagos szálloda többszörösen kitüntetett rendezvényhelyszín. Konferenciákat, céges összejöveteleket, vagy esküvőket szoktak itt tartani. A megrendelők igényei szerint akár 5 külön teremrész választható szét, a 740 m2-es konferenciaközpont  400 fős vacsora megtartására is alkalmas.
Havonta egy-egy biohétvégét  tartanak a szállodában, de ezen kívül is több tematikus napot, több napos kikapcsolódást hirdetnek meg. Az ilyen rendezvényeken is igyekeznek az egészséges életmód és a nyugalom propagálására (pl. „Hétköznapi nyugalom”, „MySpirit léböjtkúra”, „Mesés Kelet”, „Természetes Energia”, „Ladies’ Spa”, „Spirit tánc & Spa”).